# União das Freguesias de Subportela, Deocriste e Portela Susã
Die União das Freguesias de Subportela, Deocriste e Portela Susã ist eine portugiesische Gemeinde (Freguesia) im Kreis (Concelho) Viana do Castelo im Nordwesten Portugals.

## Geschichte
Die Gemeinde entstand im Zuge der Gebietsreform vom 29. September 2013 durch die Zusammenlegung der ehemaligen Gemeinden Subportela, Deocriste und Portela Susã. Subportela wurde Sitz der neuen Verwaltung.

## Demographie
| Freguesia | Freguesia                            | Freguesia | Freguesia       | ehemalige Freguesias | ehemalige Freguesias | ehemalige Freguesias | ehemalige Freguesias |
| --------- | ------------------------------------ | --------- | --------------- | -------------------- | -------------------- | -------------------- | -------------------- |
| Wappen    | Freguesia                            | Einwohner | Fläche in (km²) | Wappen               | Freguesia            | Einwohner            | Fläche in (km²)      |
|           | Subportela, Deocriste e Portela Susã | 2250      | 17,1            |                      | Subportela           | 1182                 | 6,09                 |
|           | Subportela, Deocriste e Portela Susã | 2250      | 17,1            | Deocriste            | 781                  | 7,42                 |                      |
|           | Subportela, Deocriste e Portela Susã | 2250      | 17,1            | Portela Susã         | 596                  | 3,59                 |                      |